# Stazione di Pisa San Rossore
Stazione di Pisa San Rossore vasútállomás Olaszországban, Pisa településen.

## Vasútvonalak
Az állomást az alábbi vasútvonalak érintik:
- Pisa–La Spezia–Genova-vasútvonal

## Kapcsolódó állomások
A vasútállomáshoz az alábbi állomások vannak a legközelebb:
- Stazione di Pisa Centrale
- Stazione di Migliarino Pisano (Stazione di Genova Piazza Principe)
- Stazione di San Giuliano Terme (Stazione di Lucca)